# Argentinië op de Olympische Winterspelen 1980
Tijdens de Olympische Winterspelen van 1980 die in Lake Placid werden gehouden nam Argentinië deel met 13 sporters. Er werden geen medailles veroverd, de 27e plaats van Norberto Quiroga op het onderdeel slalomskiën was de beste prestatie van de Argentijnse atleten tijdens deze Winterspelen.

## Deelnemers en resultaten

### Alpineskiën
| Olympiër           | Discipline       | Resultaat | Prestatie                                              |
| ------------------ | ---------------- | --------- | ------------------------------------------------------ |
| Ivan Bonacalza     | slalom (m)       | 29e       | run 1: 1.03,23 run 2: 1.00,38 totaal: 2.03,61 (+19,35) |
| Janez Flere        | afdaling (m)     | 37e       | 1.59,01 (+13,51)                                       |
| Janez Flere        | reuzenslalom (m) | 40e       | run 1: 1.28,27 run 2: 1.30,12 totaal: 2.58,39 (+17,65) |
| Guillermo Giumelli | afdaling (m)     | 38e       | 2.00,10 (+14,60)                                       |
| Guillermo Giumelli | reuzenslalom (m) | 44e       | run 1: 1.30,62 run 2: 1.31,64 totaal: 3.02,26 (+21,52) |
| Guillermo Giumelli | slalom (m)       | DNF-2     | run 1: run 2: opgave                                   |
| Ricardo Klenk      | slalom (m)       | 31e       | run 1: 1.04,67 run 2: 1.00,16 totaal: 2.04,83 (+20,57) |
| Marcelo Martínez   | afdaling (m)     | 36e       | 1.58,04 (+12,54)                                       |
| Marcelo Martínez   | reuzenslalom (m) | 46e       | run 1: 1.31,17 run 2: 1.34,41 totaal: 3.05,58 (+24,84) |
| Norberto Quiroga   | afdaling (m)     | 31e       | 1.54,31 (+8,81)                                        |
| Norberto Quiroga   | reuzenslalom (m) | 37e       | run 1: 1.27,16 run 2: 1.28,49 totaal: 2.55,65 (+14,91) |
| Norberto Quiroga   | slalom (m)       | 27e       | run 1: 1.05,09 run 2: 57,82 totaal: 2.02,91 (+18,65)   |

### Biatlon
| Olympiër                                             | Discipline             | Resultaat | Prestatie                                       |
| ---------------------------------------------------- | ---------------------- | --------- | ----------------------------------------------- |
| Raúl Abella                                          | 10 km (m)              | 47e       | 44.40,55 (+12.29,86) pen.: 5 (2 / 3)            |
| Raúl Abella                                          | 20 km (m)              | DNF       | opgave                                          |
| Luis Ríos                                            | 10 km (m)              | 48e       | 44.51,18 (+12.40,49) pen.: 5 (3 / 2)            |
| Luis Ríos                                            | 20 km (m)              | 47e       | 1:55.26,50 (+47.10,19) pen.: 21 (4 / 5 / 4 / 8) |
| Jorge Salas                                          | 10 km (m)              | 49e       | 47.12,58 (+15.01,89) pen.: 6 (2 / 4)            |
| Jorge Salas                                          | 20 km (m)              | DNF       | opgave                                          |
| Luis Ríos Jorge Salas Raúl Abella Demetrio Velázquez | 4x7,5 km estafette (m) | DNF       | opgave                                          |

### Langlaufen
| Olympiër                | Discipline | Resultaat | Prestatie              |
| ----------------------- | ---------- | --------- | ---------------------- |
| Marcos Luis Jerman (2)  | 15 km (m)  | 56e       | 52.02,42 (+10.04,79)   |
| Marcos Luis Jerman (2)  | 30 km (m)  | 50e       | 1:47.56,17 (+20.53,37) |
| Martín Tomás Jerman (2) | 15 km (m)  | 60e       | 53.38,47 (+11.40,84)   |
| Matías José Jerman (2)  | 15 km (m)  | 61e       | 55.50,51 (+13.52,88)   |

Andorra · Argentinië · Australië · België · Bolivia · Bondsrepubliek Duitsland · Bulgarije · Canada · China · Costa Rica · Cyprus · Duitse Democratische Republiek · Finland · Frankrijk · Griekenland · Groot-Brittannië · Hongarije · IJsland · Italië · Japan · Joegoslavië · Libanon · Liechtenstein · Mongolië · Nederland · Nieuw-Zeeland · Noorwegen · Oostenrijk · Polen · Roemenië · Sovjet-Unie · Spanje · Tsjecho-Slowakije · Verenigde Staten · Zuid-Korea · Zweden · Zwitserland